# مانويل غارسيا برييتو
مانويل غارسيا برييتو (بالإسبانية: Manuel García Prieto) الحامل للقب ماركيز الحسيمة (مواليد 1859، أسترقة، مقاطعة ليون - توفي 8 مارس 1938، سان سباستيان) سياسي ومستشار قانوني إسباني، ترأس الحكومة الإسبانية في أعوام 1912، 1917 (مرتين)، 1918 و 1922. وحاول خلال فترة ولايته لآخر حكومة في النظام الملكي الدستوري، وقف انقلاب ميغيل بريمو دي ريفيرا، دون جدوى، فاضطر لدفع الاستقالة.

## مسيرته
ولد في عام 1859 بأسترقة بمقاطعة ليون, شمالي إسبانيا. درس القانون، وعمل كمدعي عام بمحكمة مدريد وانضم لفترة وجيزة للجهاز القانوني بالجيش. ودخل صفوف الحزب الليبرالي وانتخب نائبا عن مدينة أستورغا في عام 1887، وبعدها ممثلا لمدينة سانتياغو دي كومبوستيلا سنة 1893. وكان نائباً عن هذه المنطقة لمدة عشرين عاما حتى انتقل لمجلس الشيوخ.
في عام 1905 عُيِّن وزيرا للداخلية في حكومة مونتيرو ريوس، وفي نفس العام وزيرا للعدالة في حكومة سيجسموندو موريت. ودفع استقالته من الوزارة الأخيرة احتجاجا على تنازل الحكومة عن بعض صلاحياتها للجيش.
وفي عام 1906 عُيِّن وزيرا للأشغال العامة في ظل حكومة الجنرال لوبيز دومينغيز، وفي عام 1910 شغل حقيبة وزير الدولة في عهد الرئيس كاناليخاس. وحقق في منصبه الأخير نجاحا ملحوظا في السياسة الخارجية بعد التوقيع على المعاهدة الإسبانية المغربية في عام 1911 ، والتفاوض مع فرنسا على المغرب في عام 1912، وحصوله على حق جمهوريات أمريكا الإسبانية بالتمثيل في محكمة العدل الدولية في لاهاي. ولجهوده في إعداد المعاهدة التي سمحت بإنشاء حماية إسبانيا على المغرب حصل على لقب ماركيز الحسيمة ومقعد دائم في مجلس الشيوخ.
عندما اغتيل كاناليخاس في 12 نوفمبر 1912، شغل غارسيا بريتو منصب رئاسة مجلس الوزراء لمدة يومين.
وتم تعيينه رئيسا لمجلس الشيوخ في عام 1914 و 1917 نتيجة للأزمة الناجمة عن المجالس العسكرية (وهي نقابات عسكرية غير شرعية هدفها التدخل في السياسة) وشَكَّلَ حكومة، سرعان ما اضطر إلى الاستقالة منها. وفي يوليو 1917 تزعم الحزب الليبرالي، وفي نوفمبر ترأس الحكومة. وفي مايو 1918 أدت أزمة جديدة لتركه زعامة الحكومة والاكتفاء بحقيبة وزارة الداخلية. وفي 9 نوفمبر من ذلك العام شَكَّلَ حكومة مرة أخرى التي دامت إلى غاية ديسمبر. وبعد كارثة أنوال، قاد سنة 1922 آخر حكومة في النظام الملكي الدستوري. وحاول دون جدوى وقف انقلاب بريمو دي ريفيرا واضطر إلى الاستقالة في 15 سبتمبر 1923، يومين بعد الانقلاب.
بقي بعيدا عن السياسة خلال الدكتاتورية، وحافظ على موقفه المعارض للنظام الجديد. ثم عاد للانضمام إلى آخر حكومة في النظام الملكي ليشغل حقيبة وزارة العدل والعبادة، تحت رئاسة خوان باتيستا أزنار-كاناباس.